# Liste des volcans du Costa Rica

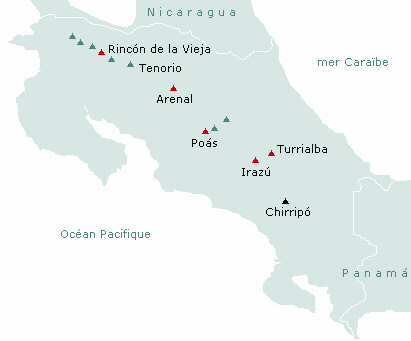
Carte des volcans du Costa Rica.

Les volcans du Costa Rica, font partie de l'arc volcanique d'Amérique centrale qui constitue lui-même un maillon de la ceinture de feu du Pacifique. Ils sont nés de la subduction de la plaque de Cocos sous la plaque caraïbe.
Trois d'entre eux hébergent dans leur cratère un lac acide : le Rincón de la Vieja, le Poás, et l'Irazú. La couleur de chacun de ces lacs varie dans le temps entre le gris clair, le bleu turquoise et le vert émeraude, selon leur composition chimique.
Le plus actif d'entre eux est l'Arenal, né il y a seulement 7 000 ans, qui fut en éruption de juillet 1968 à décembre 2010.

## Liste des volcans, du nord au sud
| Nom                | Numéro   | Altitude | Localisation                 | Type            | Dernière éruption ou période d'activité |
| ------------------ | -------- | -------- | ---------------------------- | --------------- | --------------------------------------- |
| Orosí              | 1405-01= | 1 659 m  | 10° 58′ 48″ N, 85° 28′ 23″ O | Stratovolcans   | 3 500 ans BP                            |
| Rincón de la Vieja | 1405-02= | 1 916 m  | 10° 49′ 48″ N, 85° 19′ 26″ O | Volcan complexe | 2017                                    |
| Miravalles         | 1405-03= | 2 028 m  | 10° 47′ 02″ N, 85° 09′ 11″ O | Stratovolcan    | 1946                                    |
| Tenorio            | 1405-031 | 1 916 m  | 10° 40′ 23″ N, 85° 00′ 54″ O | Stratovolcans   | Holocène                                |
| Arenal             | 1405-033 | 1 670 m  | 10° 27′ 47″ N, 84° 42′ 11″ O | Stratovolcan    | 2010                                    |
| Platanar           | 1405-034 | 2 267 m  | 10° 18′ 00″ N, 84° 21′ 58″ O | Stratovolcans   | Holocène                                |
| Poás               | 1405-04= | 2 708 m  | 10° 12′ 00″ N, 84° 13′ 59″ O | Stratovolcan    | 2017                                    |
| Barva              | 1405-05= | 2 906 m  | 10° 08′ 06″ N, 84° 06′ 00″ O | Volcan complexe | 8 000 ans BP                            |
| Turrialba          | 1405-07= | 3 340 m  | 10° 01′ 30″ N, 83° 46′ 01″ O | Stratovolcan    | 2017                                    |
| Irazú              | 1405-06= | 3 432 m  | 9° 58′ 44″ N, 83° 51′ 07″ O  | Stratovolcan    | 1994                                    |